# Генрих I (граф Гелдерна)
Генрих (Хендрик) I фон Гелдерн (нем. Heinrich I. von Geldern; 1117 — 1182) — граф Гелдерна с 1131 года из династии Вассенбергов, сын Герхарда II Гелдернского и Ирменгарды Цютфенской, после смерти которой в 1138 году наследовал графство Цютфен (Зютфен).
В своей политике Хендрик был вынужден учитывать интересы графства Голландия — с одной стороны, епископства Утрехт — с другой. Его попытка поддержать горожан Утрехта в их борьбе с епископом окончилась неудачно.
Хендрик Гельдернский умер в 1182 году и был похоронен в цистерцианском аббатстве Клостер Камп (Нидеррейн). Ему наследовал сын — Оттон I, так как первый сын — Герхард — умер за год до кончины отца в 1181 году.

## Семья и дети
В 1135 году, в 18 лет, Хендрик женился на Агнессе фон Арнштейн, дочери графа Людвига фон Арнштейн. Дети:
- Герхард (ум. 1181), граф Булони;
- Оттон I (ум. 1207), граф Гельдерна и Цютфена с 1182;
- Агнесса, с 1168 года жена Генриха, графа Намюрского и Люксембургского;
- Аделаида, с 1179 года жена графа Герхарда Лоозского;
- Маргарита, жена графа Энгельберта I фон Берг.